# Joan de la Via
Joan de la Via (Gerona, siglo XV - Constantinopla, días posteriores al 29 de mayo de 1453) fue un mercader y patrón de nave ciudadano de Gerona y de Barcelona. Fue el último cónsul de catalanes en la Constantinopla bizantina («consul Cathalanorum in Constantinopoli», «cònsol de catalans de Constantinoble», «consul Cathalanorum et aliorum naturalium et fidelium dicti domini regis Aragonum»).

## Reseña biográfica
Perteneció a una de las ramas de la familia de juristas gerundenses de la Via, Joan se instaló en Barcelona, donde se le documenta ya en los años treinta del siglo XV y acabará siendo considerado ciudadano. Ejerció principalmente las funciones de patrón de nave, entre otros, del ballenero Santa Maria, de un timón y una cubierta. Se le conocen expediciones al Levante, Flandes o Sicilia. Durante un viaje a Rodas (¿1434?) se vio envuelto en un caso de piratería en el puerto de dicha isla, cuando junto a la nave de Antoni Pujades capturó una nave genovesa a bordo de la cual viajaban, entre otros, judíos de Cafa (Feodosia). Es esta ocasión Joan de la Via patroneó la nave armada por el caballero Riambau de Corbera, hijo del caballero homónimo señor del castillo del Far.
El 28 de junio de 1445 Joan de la Via fue designado y provisto con el oficio de catalanes y otros súbditos del rey en Constantinopla por parte de los consellers de la ciudad de Barcelona, en base al privilegio concedido al municipio por el rey Jaime I el 6 de agosto de 1268, deponiendo a Pere Rocafort, caballero mesinés, su antecesor en el cargo. Fue confirmado por el rey Alfonso el Magnánimo el 2 de octubre de 1445.
Joan de la Via llegó a Constantinopla el 24 de marzo de 1447. Anteriormente, el 20 de mayo y el 19 de junio de 1446, Rocafort había escrito ya los consellers indignado por su destitución y recurrió al rey. A su llegada Joan de la Via tuvo que hacer frente a una panorama muy hostil. Tras meses de espera, el emperador Juan VIII Paleólogo solo lo reconoció como cónsul de los barceloneses. Finalmente, Joan huyó a Pera (Gálata) ante la acogida poco favorable de la corte. En 1448 los consellers de Barcelona apelaron al rey, al emperador, a diversos funcionarios y señores locales a favor de Joan de la Via. Rocafort volvió a presentar sus quejas ante los consellers y se dirigió al encuentro del rey que lo confirmó de nuevo en el cargo. Durante su ausencia de más de un año y medio, Joan de la Via aprovechó para retornar a Constantinopla y ejercer sus funciones desde allí. Por aquellas fechas debió hacer frente a otra amenaza para su cargo. Los genoveses designaron un cónsul para los catalanes y otros cónsules del rey en Pera, lo que entraba en competencia directa con el oficio de Joan de la Via, cuya jurisdicción se extendía también sobre ese asentamiento.
Al regreso de Rocafort a Constantinopla se reinició el enfrentamiento con de la Via. El emperador Constantino XI Paleólogo, reconociendo la validez de los privilegio de la ciudad de Barcelona sobre nombramientos consulares, pero no queriendo enemistarse con el rey Alfonso, exigió un documento acreditativo definitivo por parte del rey para reconocer a Joan de la Via. Los consellers de Barcelona enviaron una embajada al rey para tratar la cuestión y finalmente, el 29 de enero de 1451, Alfonso el Magnánimo se avino a revocar definitivamente a Rocafort y a reconocer a Joan de la Via como único y legítimo cónsul de todos sus súbditos.
Joan de la Via permaneció en el cargo hasta la conquista de Constantinopla por parte de las tropas de Mehmed II el 29 de mayo de 1453. De acuerdo con los testimonios de Leonardo de Quíos y de Angelo Giovanni Lomellino, Joan de la Via -no Pere Julià como se ha afirmado erróneamente- habría estado a cargo de la defensa de una torre cercana al hipódromo identificada posiblemente con la torre Boukinon o Bykanon y habría sido ejecutado días después por órdenes del sultán junto a algunos catalanes (las cifras varían entre dos y cinco o seis).